# راندي جريفين
راندي جريفين (بالإنجليزية: Randy Griffin) هو ملاكم محترف أمريكي يصنف ضمن فئة الوزن المتوسط.

## إحصائيات
خاض خلال مسيرته 32 نزالا، فاز في 25 وتعادل في 3 وخسر في 4. فاز بالضربة القاضية في 13 نزالا.

## روابط خارجية
- راندي جريفين على موقع بوكس ريك (الإنجليزية) (registration required)